# Protohermes arunachalensis
Protohermes arunachalensis is een insect uit de familie Corydalidae, die tot de orde grootvleugeligen (Megaloptera) behoort. De soort komt voor in India.